# کوه جاندراناث

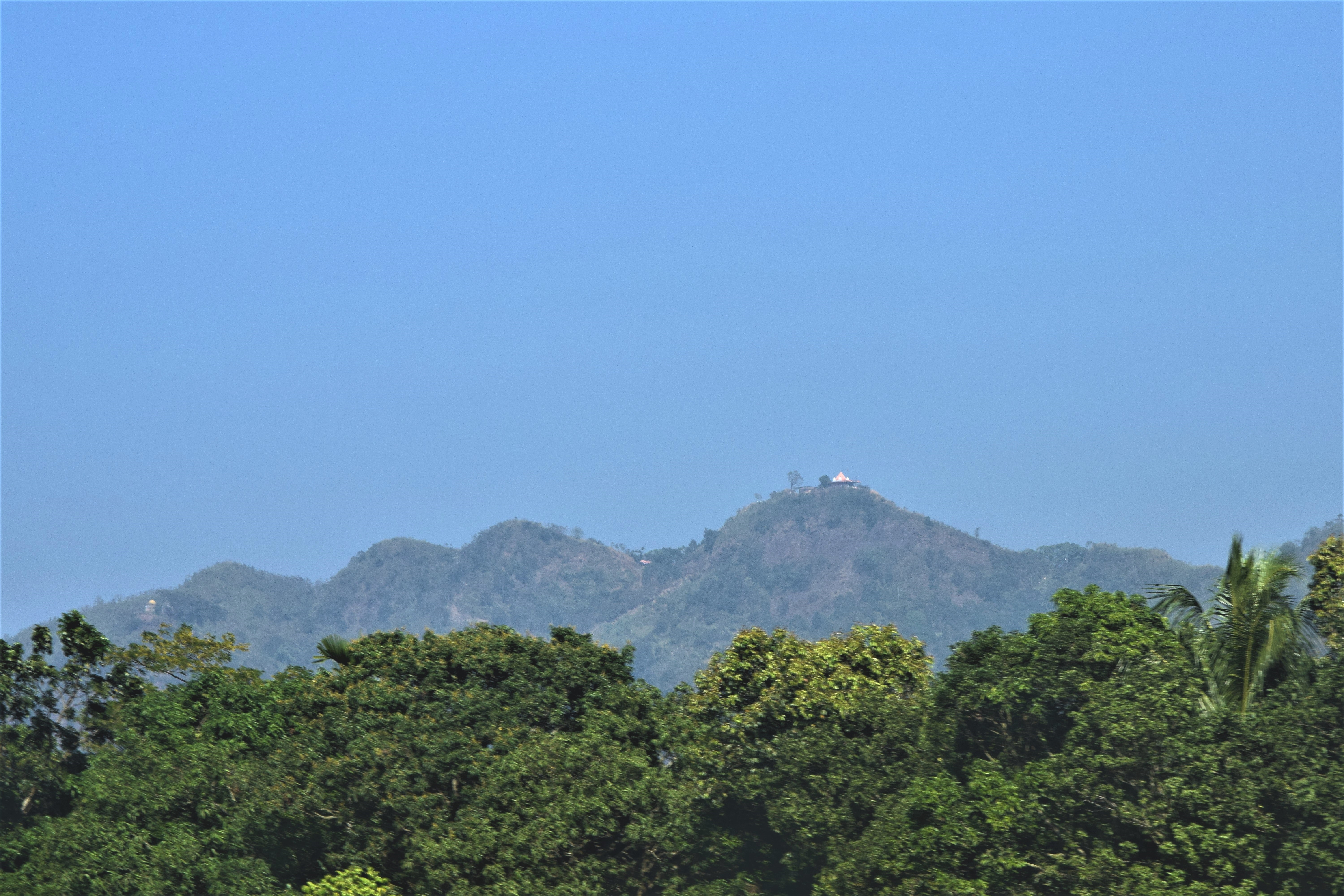
کوه چاندراناث، به کوه سیتاکوندا نیز معروف است از مسیر قطار داکاـ چیتاگونگ دیده می‌شود.

کوه چاندراناث قسمت شرقی جدا شده از هیمالیا است. این کوه به سمت جنوب و جنوب شرقی هیمالیا امتداد یافته، از رودخانه فنی و از میان ایالات آسام و تریپورای هند عبور کرده و به چیتاگونگ می‌پیوندد. مسافت از رودخانه فنی تا شهر چیتاگونگ حدود ۷۰ کیلومتر است. پارک جنگلی سیتاکوندا در دامنه چاندراناث ساخته شده‌است.

## ارتفاع و قله
معبد چاندراناث که در شرق شهر سیتاکوندا قرار گرفته حدود ۱۰۲۰ فوت (۳۱۰ متر) ارتفاع دارد که بلندترین نقطه در منطقه چیتاگونگ است. ارتفاع راج باری ۸۸۹ فوت و ارتفاع ساجی زالا ۸۰۱ فوت است. در نزدیکی چیتاگونگ ارتفاع کوه کاهش می‌یابد.

## آبشارها و فواره‌ها
دو آبشار به نام‌های ساهاسرادارا و سوپتادارا وجود دارد. آبشارها و فواره های بسیار بیشتری در بخش میرسارایی، قرار دارند که از جمله خویاچورا، هارین مارا، هاتووانگا، ناپیتاچورا، باگبیانی، بوآلیا، آمارمان یاکا و بسیاری دیگر است. از این کوه به سمت شرق بعضی از فواره‌ها و کانال‌ها در رود هالدا جمع می‌شوند.از آن میان قازاریا، برماسیا، فاتیک چاری، هارورلال چاری، و بوآلیا و بسیاری دیگر است. در سمت غرب کوه نیز ماهامایا، میثاچهارا، و بسیاری دیگر از کانال‌ها و آبشارها به خلیج بنگال می‌ریزند. در حال حاضر یک سد لاستیکی بر روی کانال ماهامایا ساخته شده است. بعد از دریاچه کاپتای این دومین دریاچه بزرگ است که بدست بشر در بنگلادش ساخته شده است.

## نگارخانه

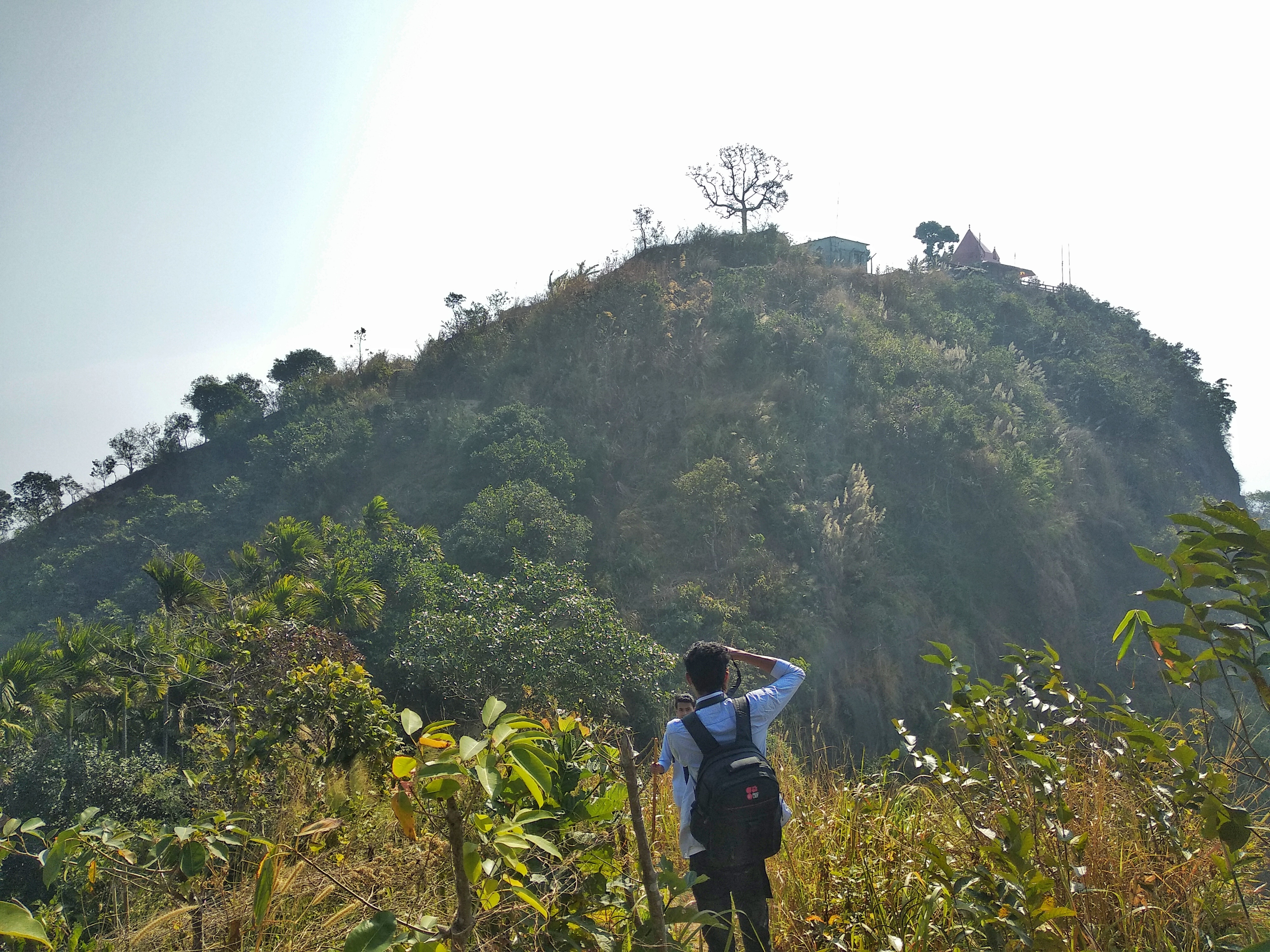
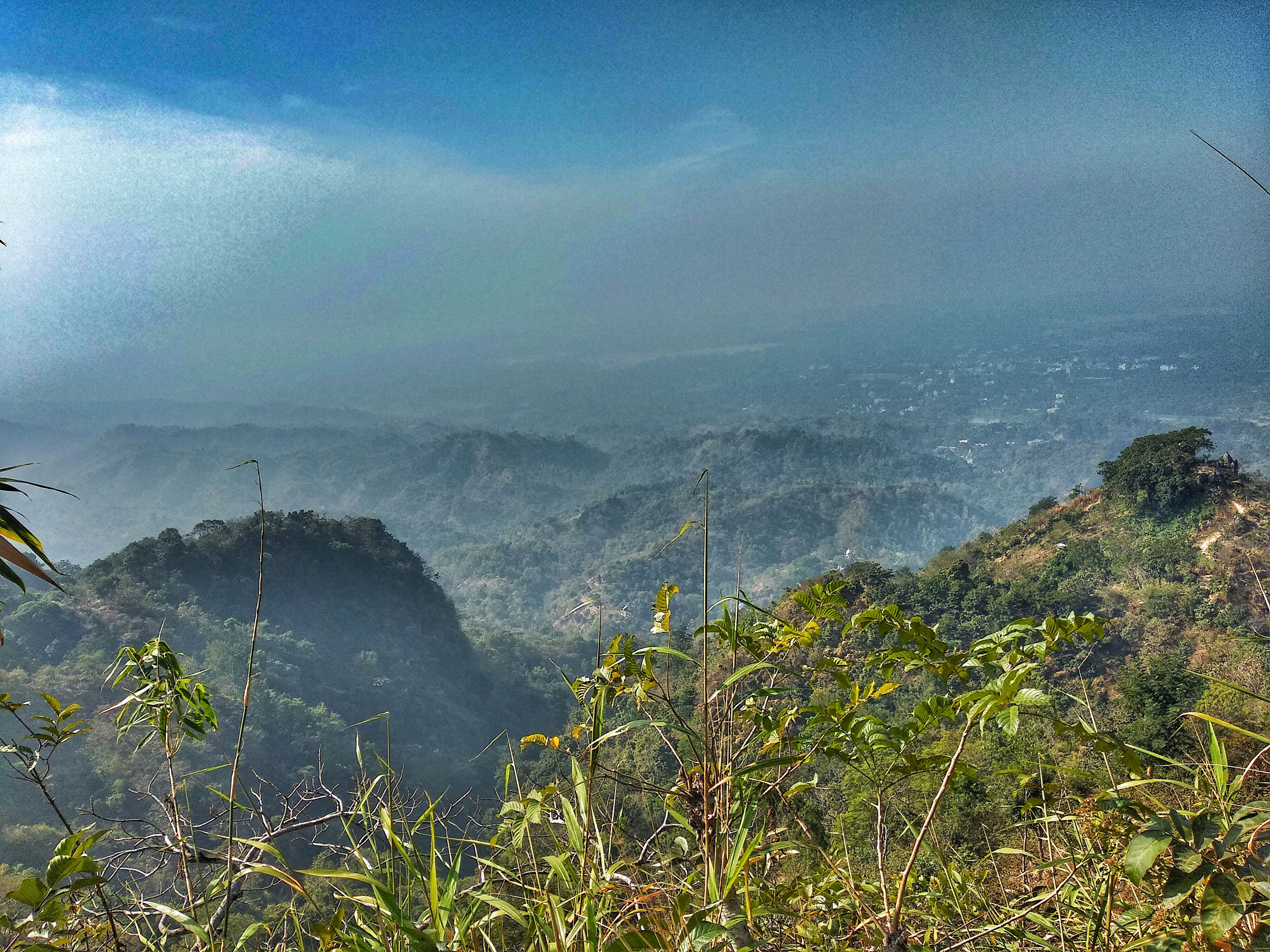
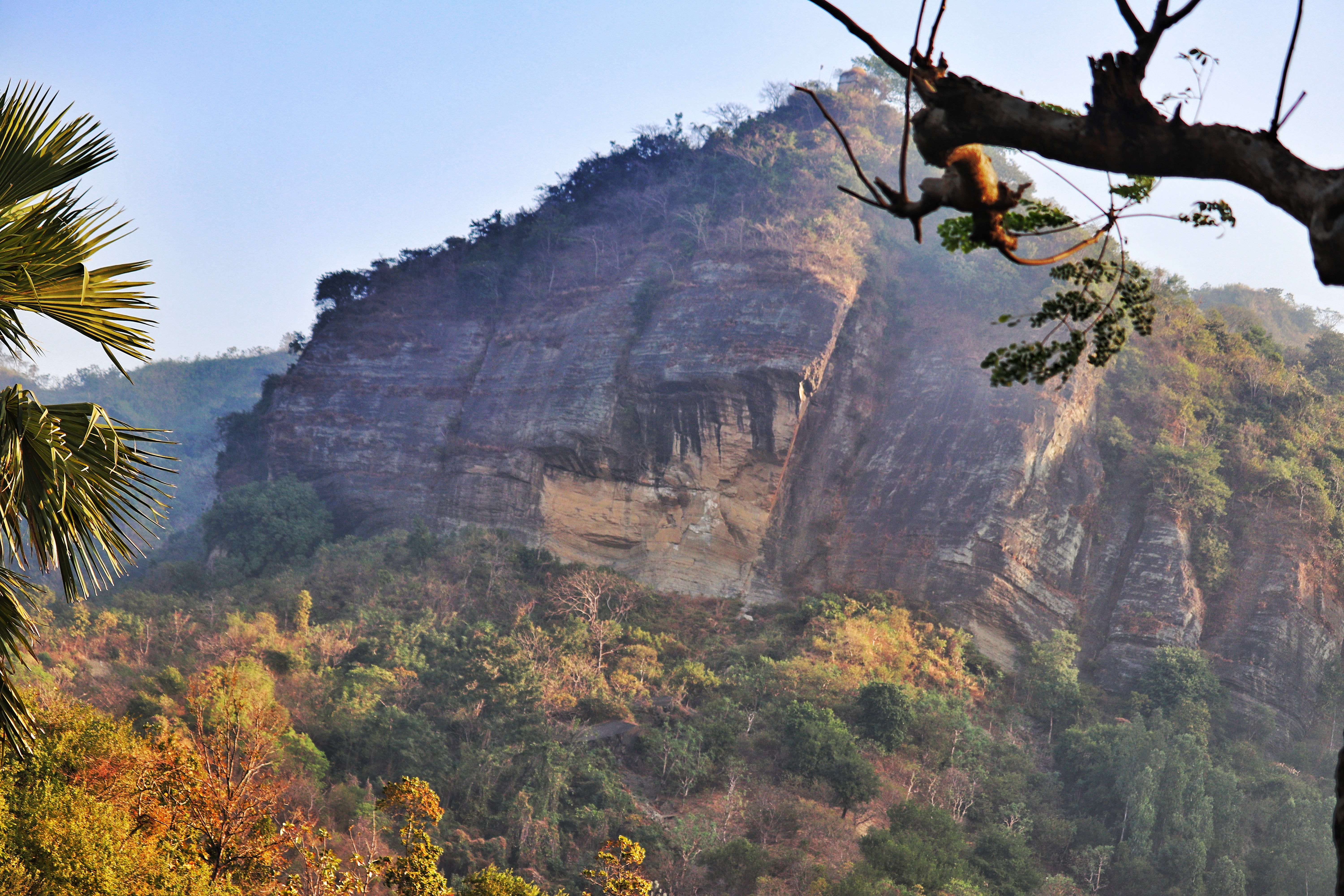
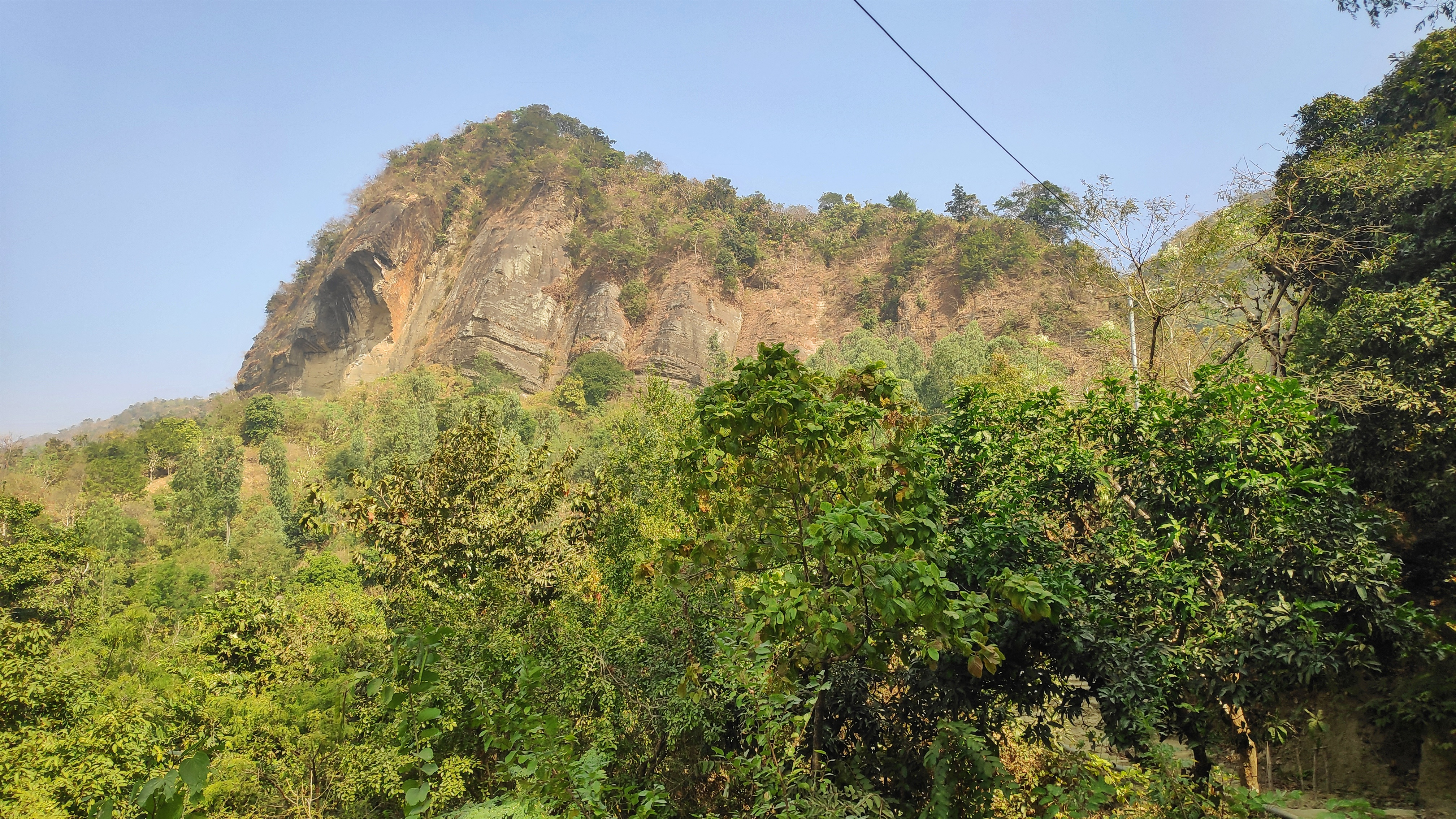
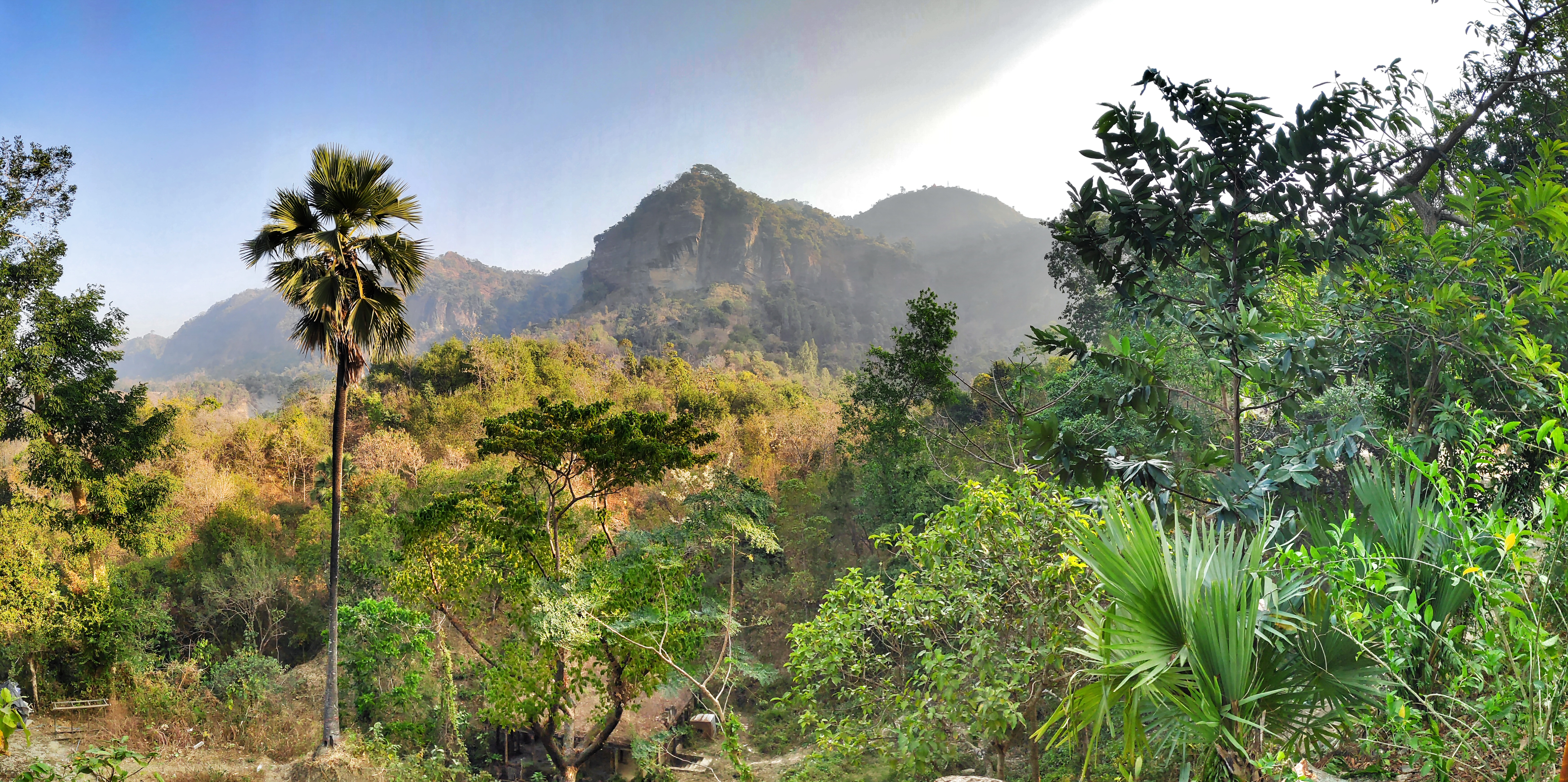
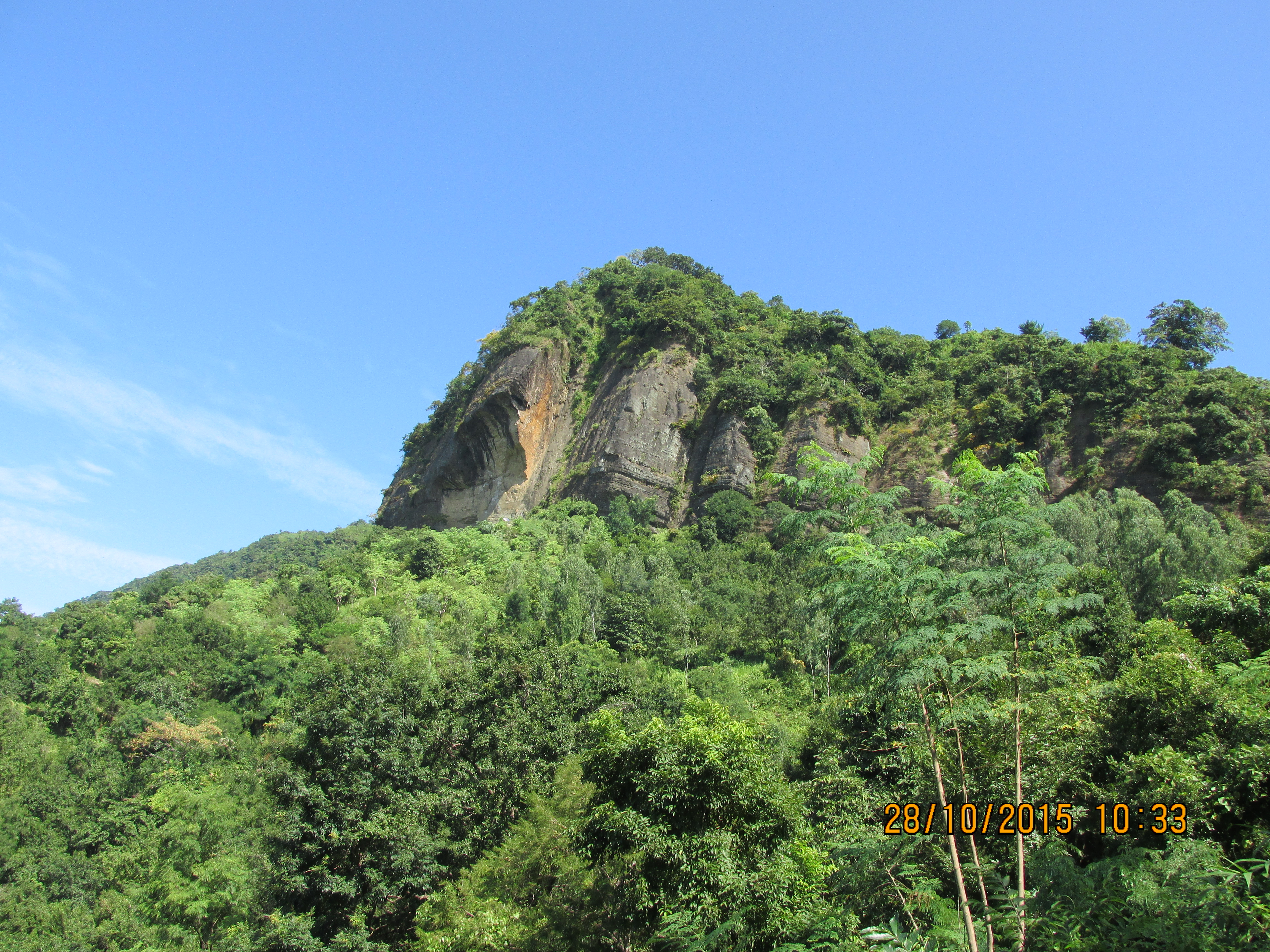
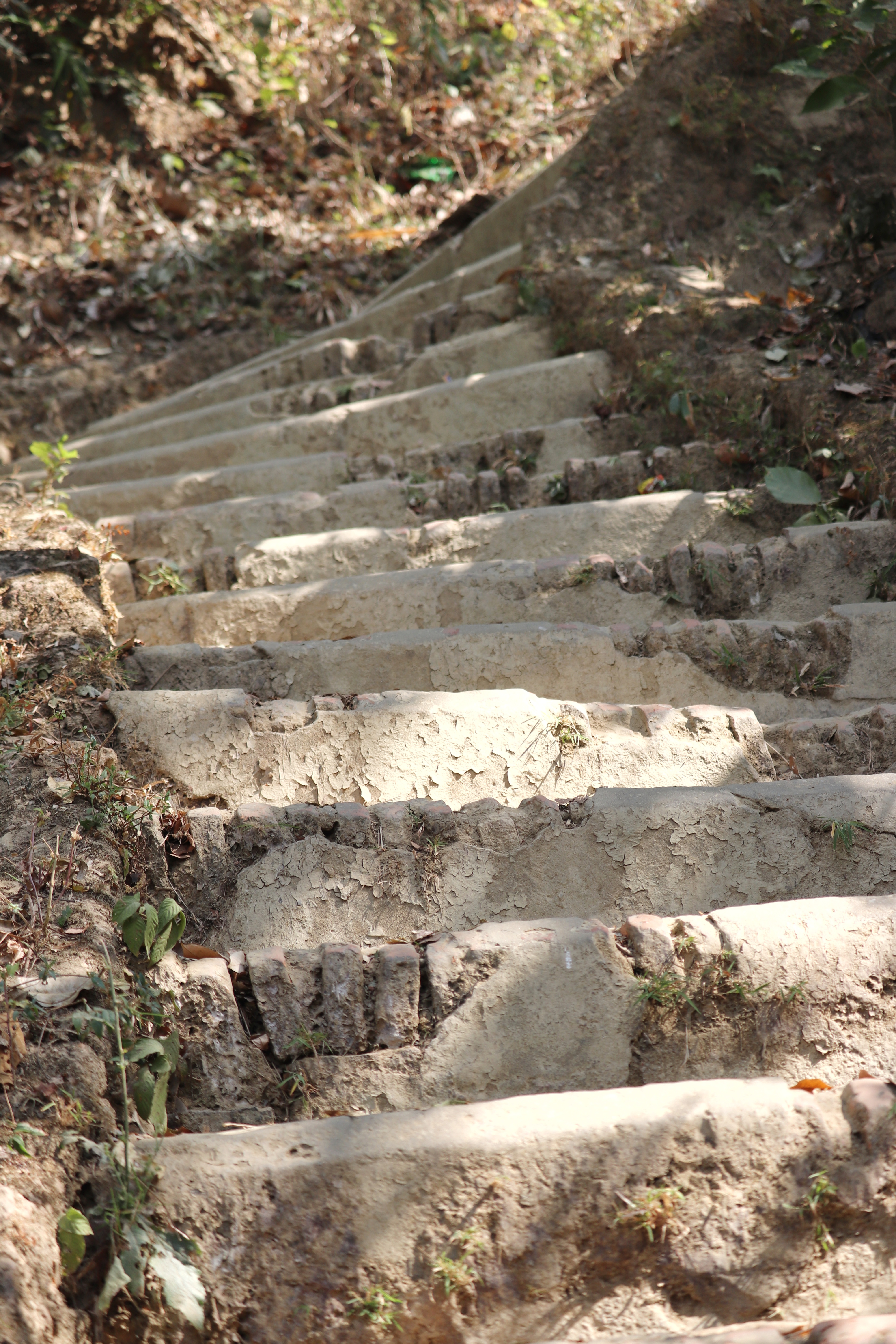
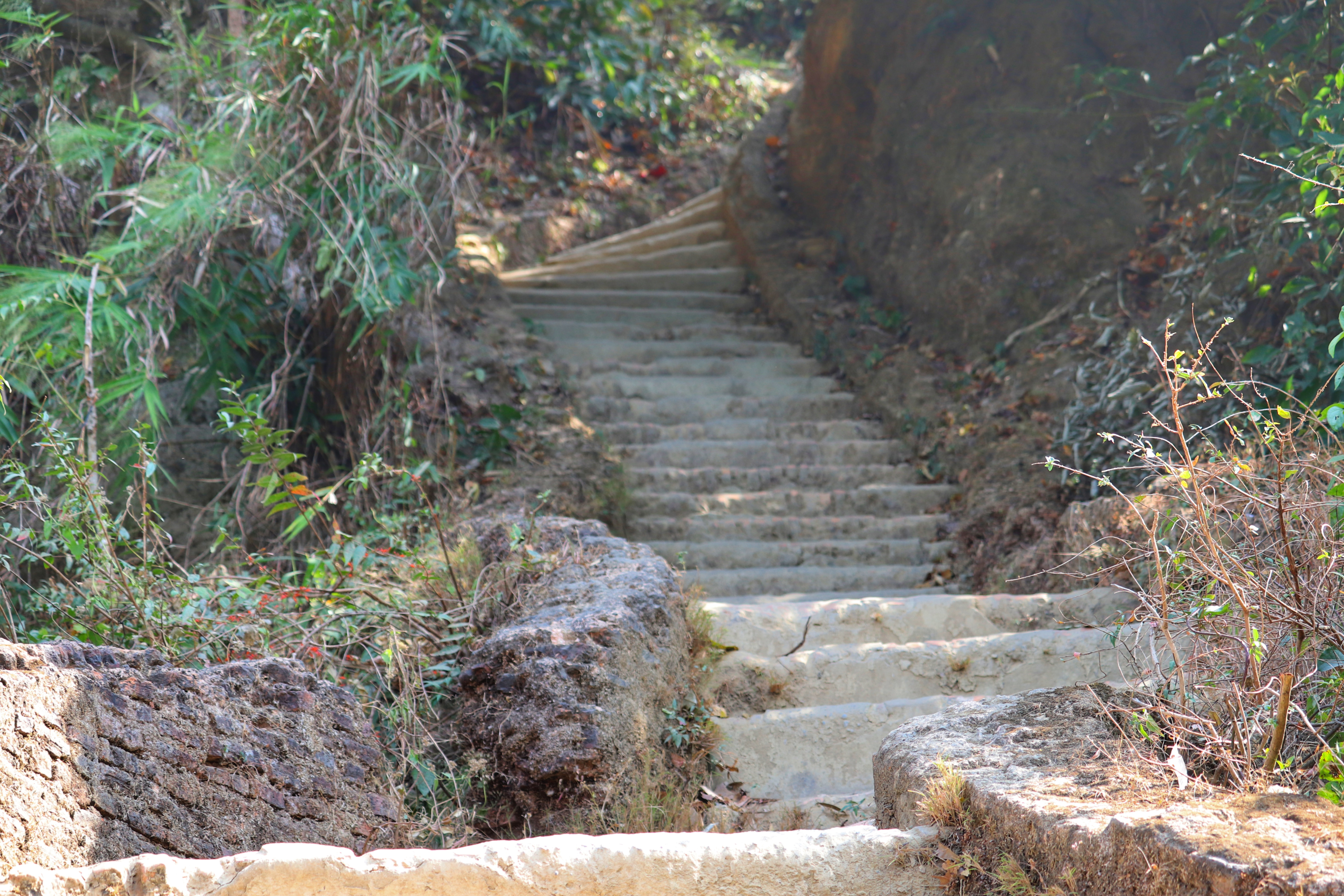
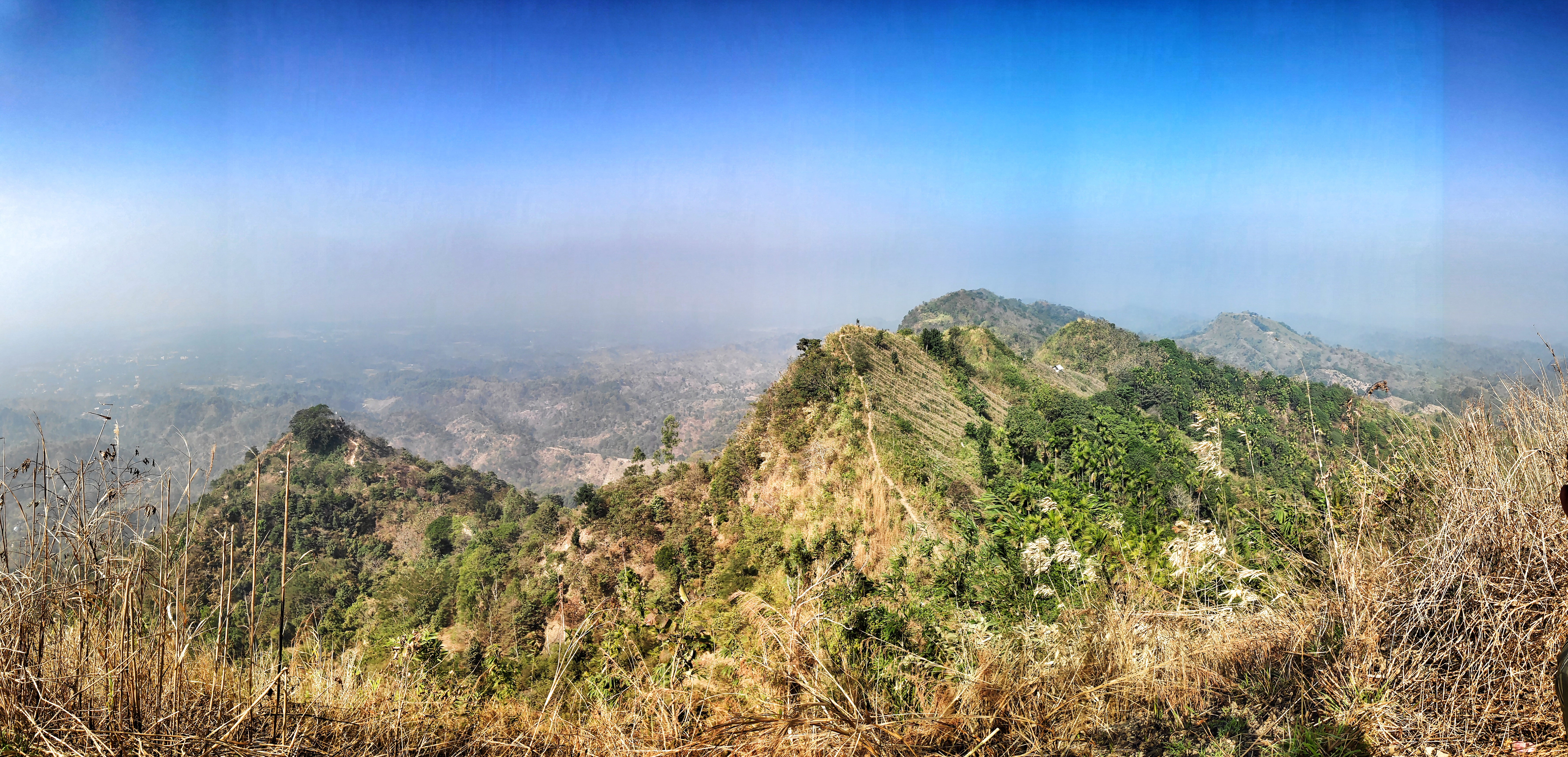
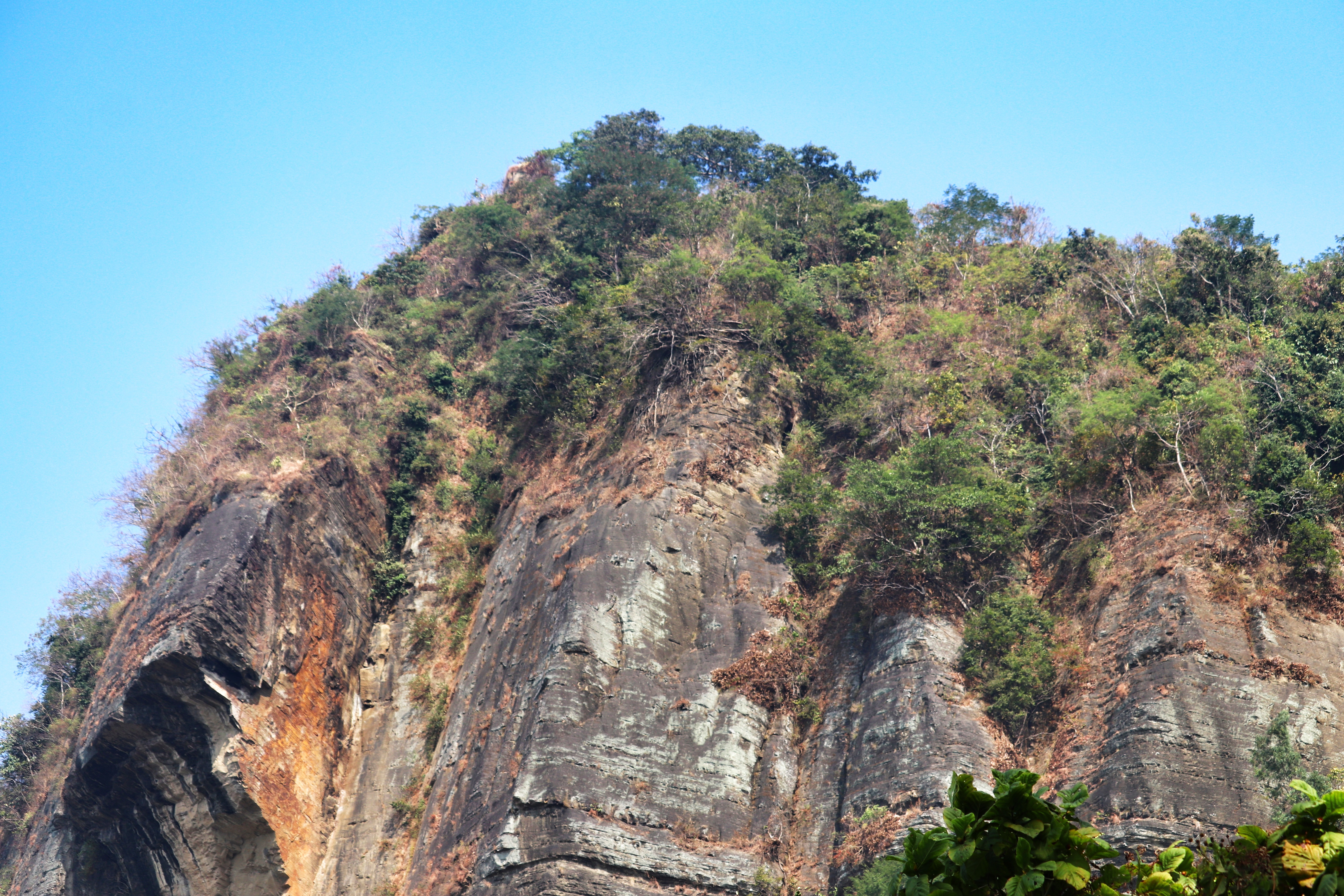
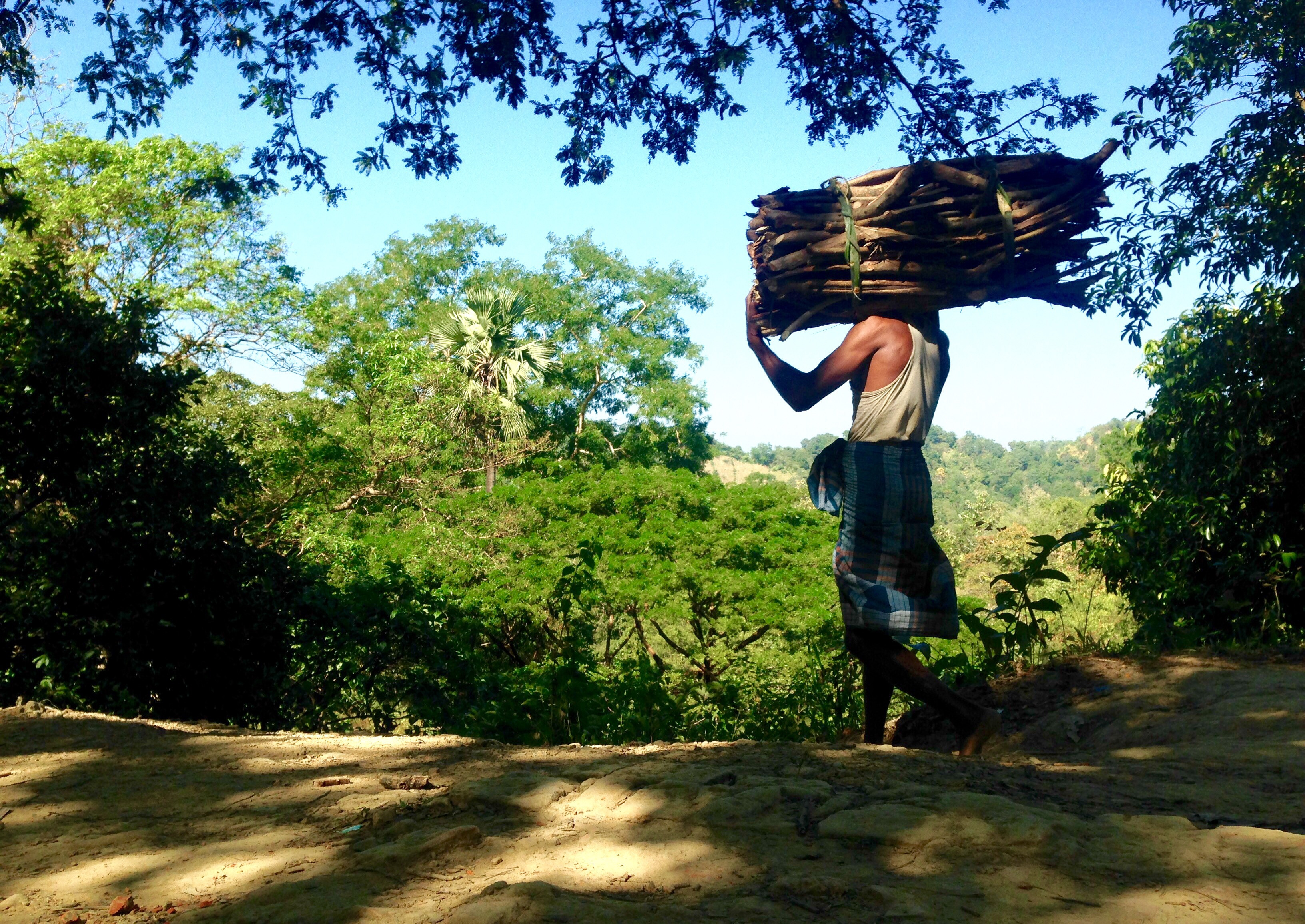
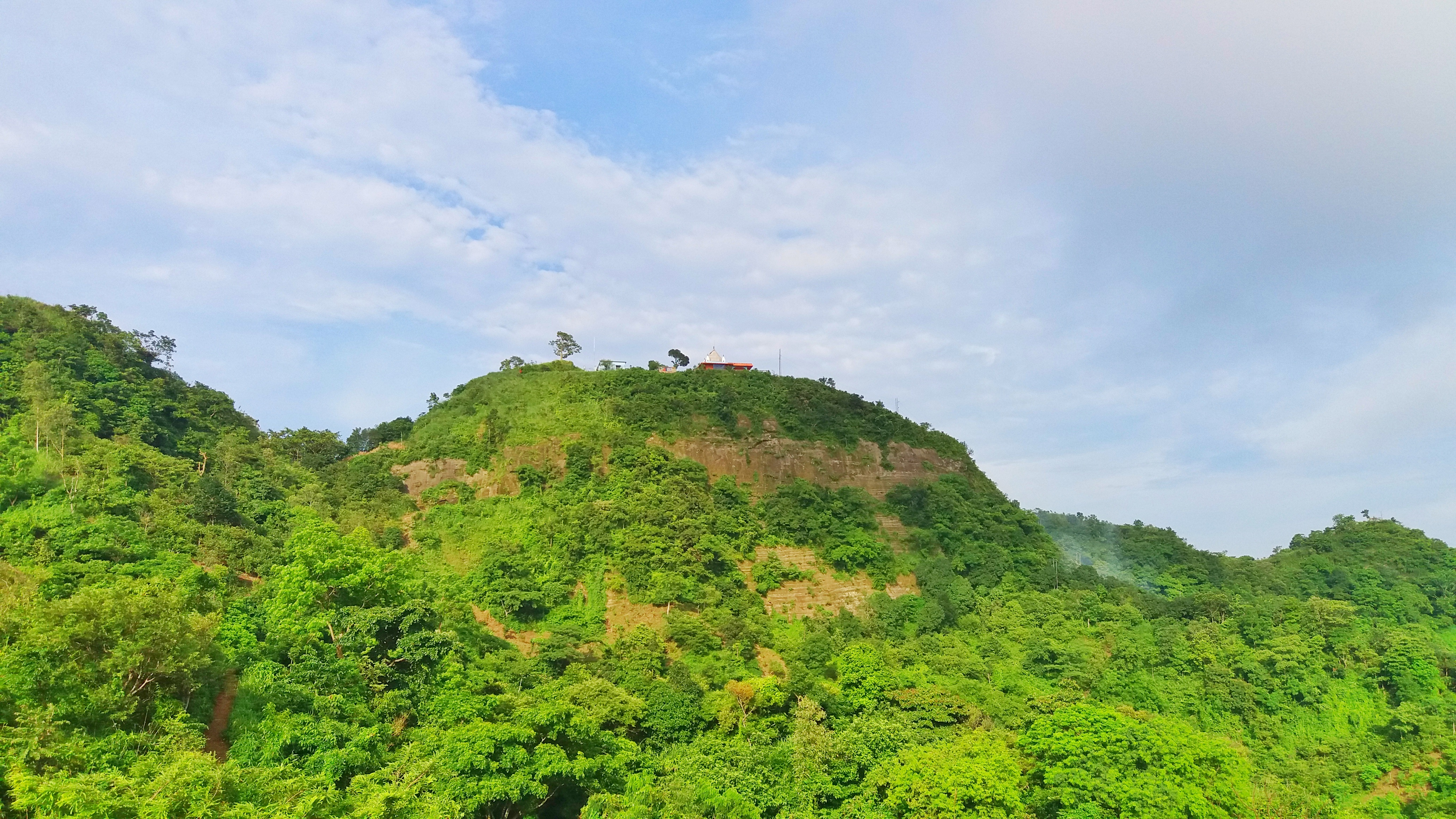
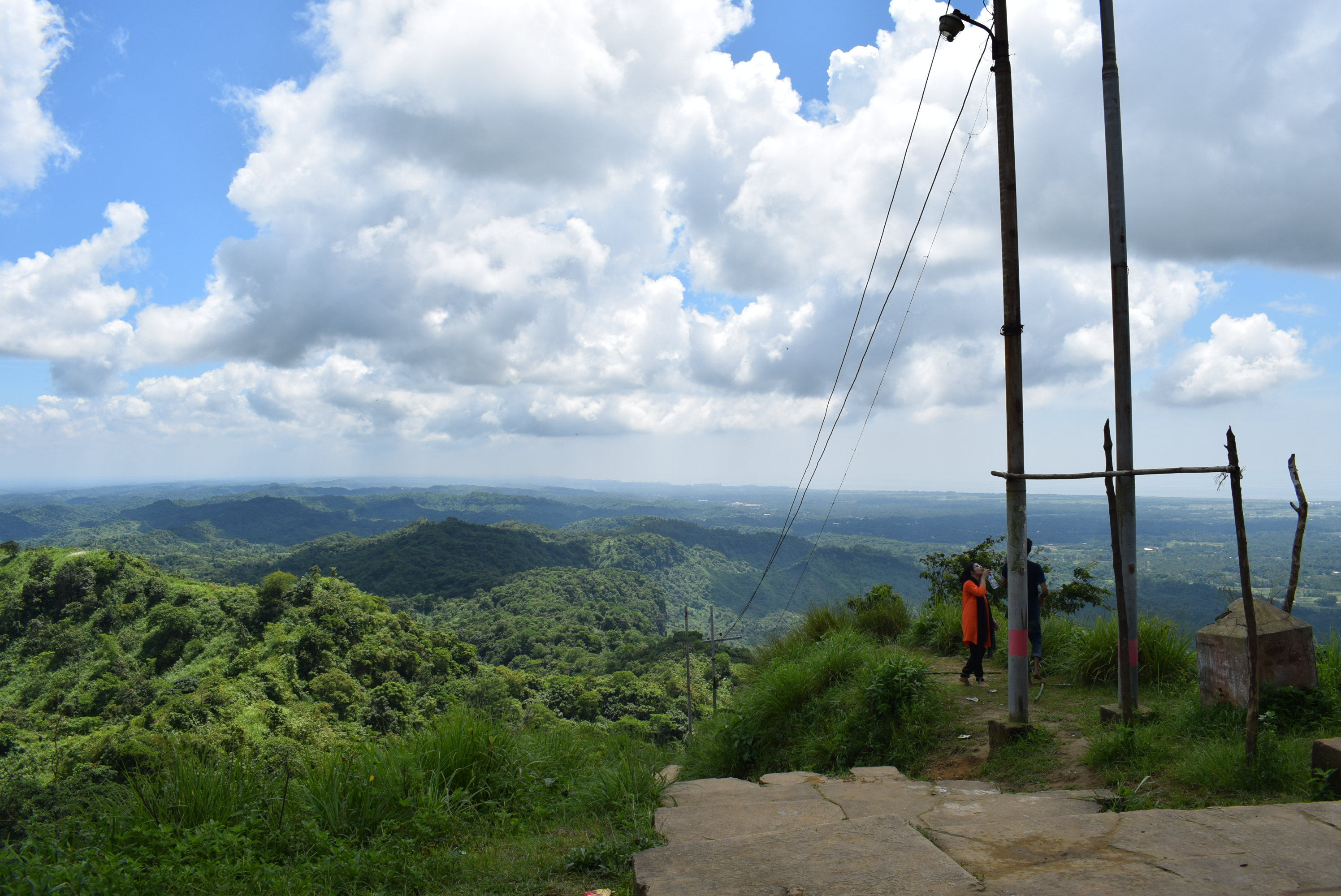
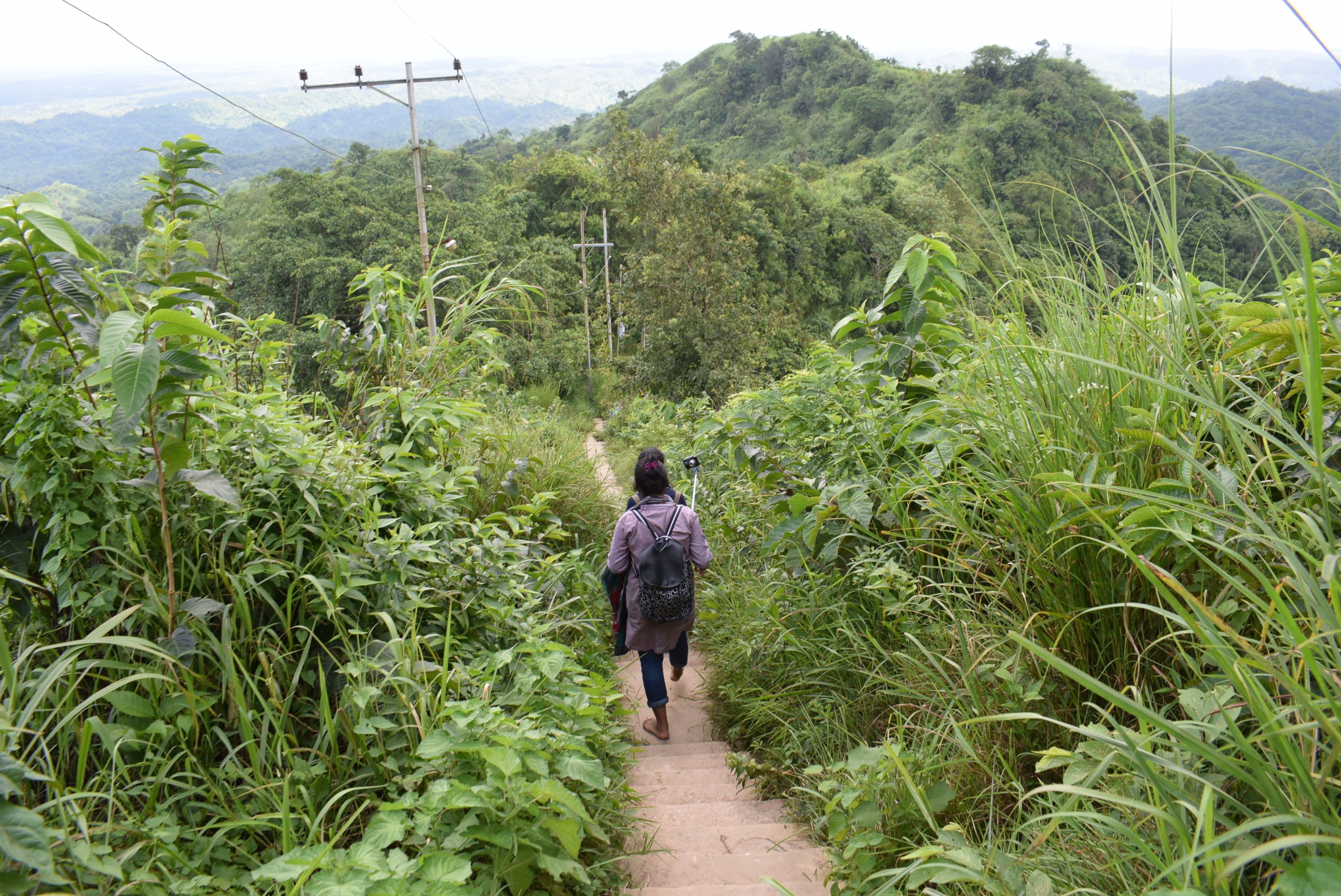
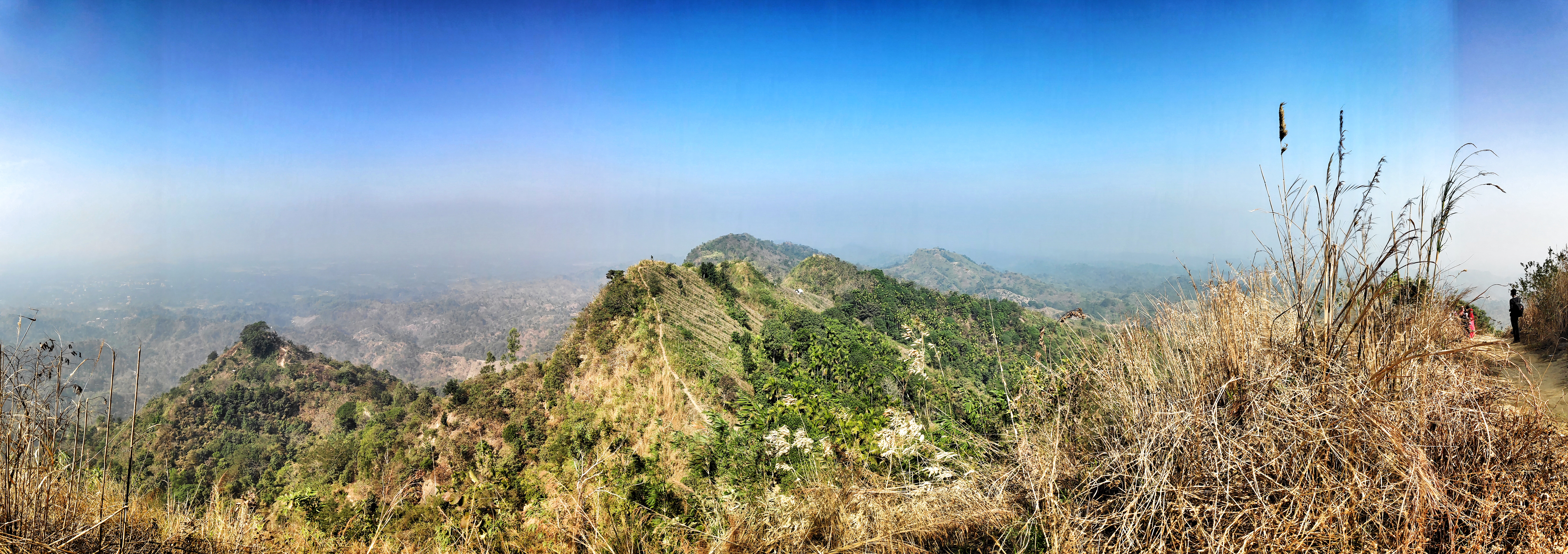